# Copidosoma floridanum
Copidosoma floridanum är en stekelart som först beskrevs av William Harris Ashmead 1900.  Copidosoma floridanum ingår i släktet Copidosoma och familjen sköldlussteklar. Arten är reproducerande i Sverige. Inga underarter finns listade i Catalogue of Life.